# فرنسوا برون
فرنسوا برون (بالفرنسية: François Brune)‏ هو كاتب وقسيس فرنسي، ولد في 18 أغسطس 1931 في فيرنون (فرنسا) في فرنسا، وتوفي في 16 يناير 2019 في باريس في فرنسا.